# Scartamento ridotto

Scartamento normale, 1435 mm (blu) e scartamento ridotto, 1067 mm (rosso) a confronto:
La differenza è, circa il 26% in meno

Lo scartamento ridotto è lo scartamento dei binari delle ferrovie o delle reti ferroviarie la cui misura è inferiore a quella dello scartamento convenzionalmente normale, che è pari a 1435 mm.

## Generalità

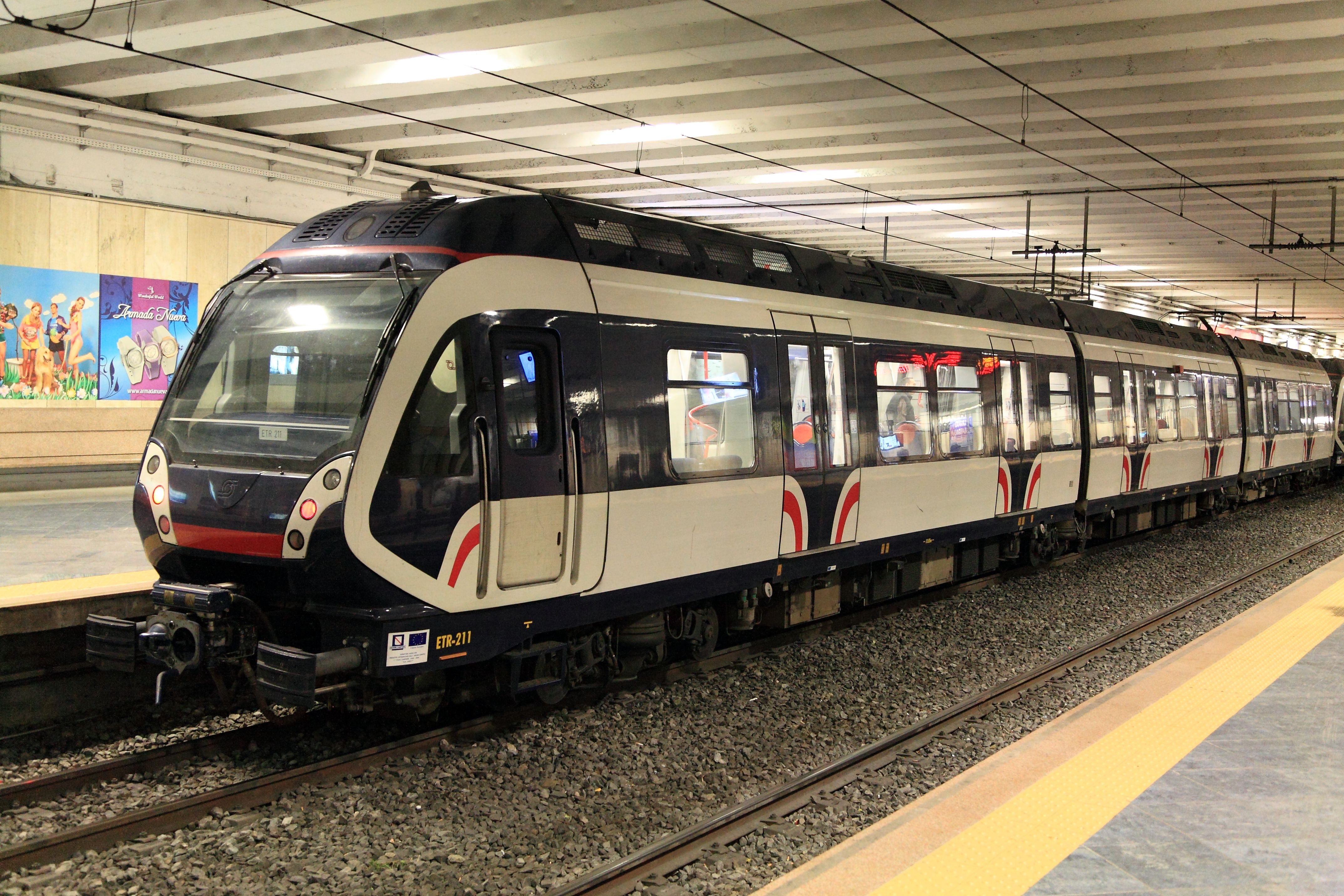
Circumvesuviana di Napoli (950 mm)

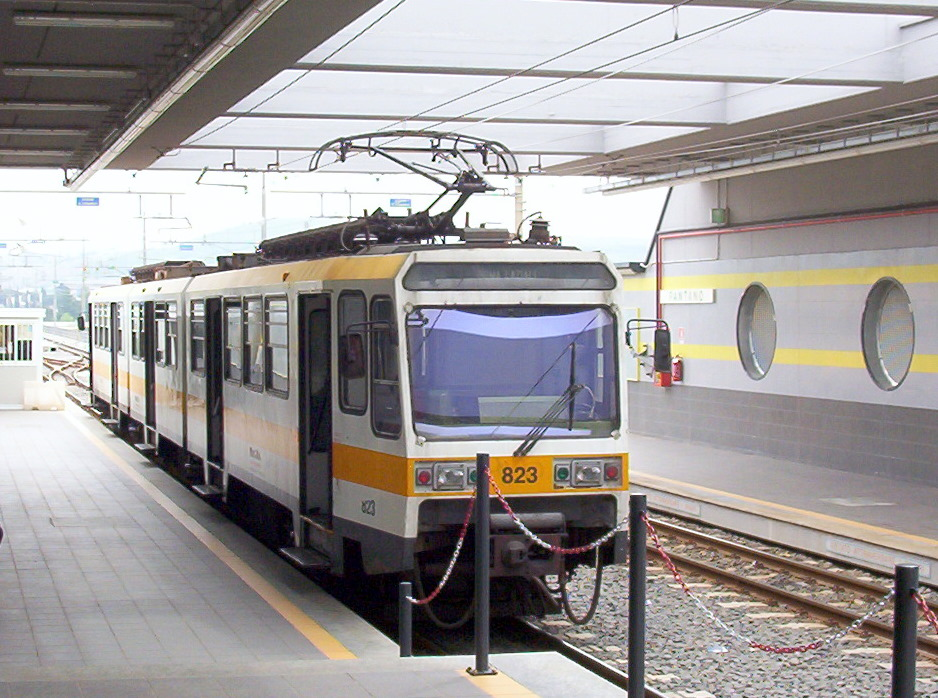
Ferrovia Roma-Giardinetti (950 mm)

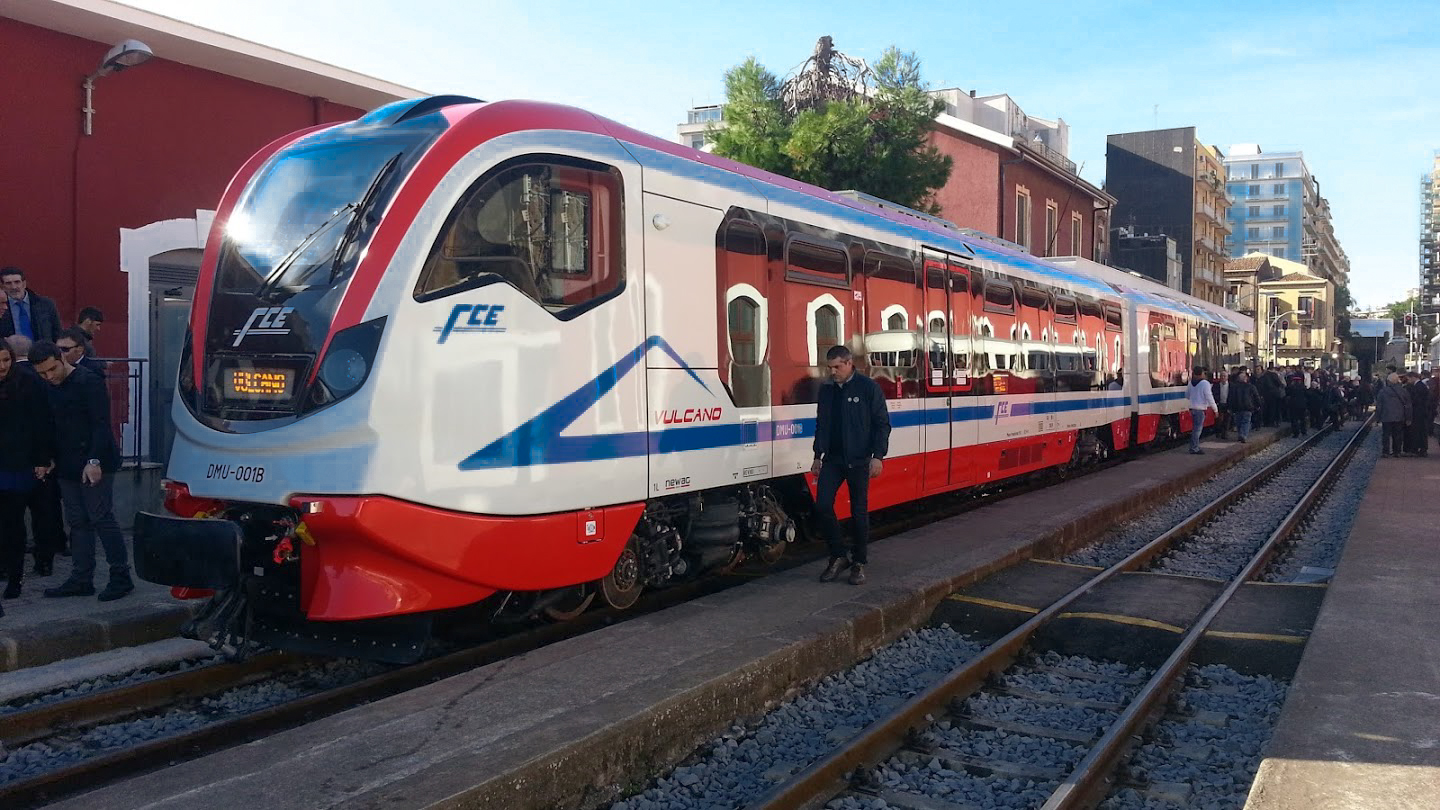
Autotreno Vulcano della Ferrovia Circumetnea (950 mm)

Le ragioni tecniche dello scartamento ridotto risiedono nel poter progettare ferrovie a costi inferiori, adattandosi all'orografia del territorio con minori opere d'arte e con curve di raggio inferiore rispetto a quelle possibili a scartamento standard, mantenendo invariata la resistenza al moto dei veicoli ad assale rigido: in questo tipo di rodiggio, infatti, nelle curve di raggio inferiore ad un certo valore limite una delle due ruote dell'assale deve strisciare sulla rotaia, dissipando energia e causando un notevole incremento dello sforzo di trazione. Il valore limite del raggio di curvatura al di sotto del quale si innesca lo strisciamento e l'entità dello strisciamento stesso (e dello sforzo di trazione aggiuntivo che ne deriva) dipendono direttamente dal diametro delle ruote e dallo scartamento del binario.
Nelle reti ferroviarie tradizionali, quindi, ove è in uso l'assale rigido, si preferiva adottare veicoli con ruote piccole e binari a scartamento ridotto nei territori montani dove la progettazione di un percorso tortuoso poteva consentire minor spesa in termini di costruzioni civili (ponti, gallerie), meglio adattandosi all'orografia accidentata del terreno: in questi casi di percorso tortuoso (quindi a parità di andamento plano-altimetrico del binario) l'adozione dello scartamento ordinario e/o di ruote di grande diametro nelle curve più strette avrebbe comportato per i mezzi di trazione uno sforzo di trazione eccessivo, che poteva essere così elevato da impedire l'avanzamento dei treni.
Per veicoli con rodiggi a ruote libere (un'innovazione recente e ancora poco diffusa) non sussiste invece alcuna differenza di resistenza al moto tra i vari scartamenti e diametri delle ruote, e per questo tipo di veicolo l'adozione dello scartamento ridotto è superflua ed in definitiva inutile.
Lo scartamento ridotto consente quindi economie di costruzione, ma pone problemi di rottura di carico nei confronti del resto della rete ferroviaria a scartamento normale. Inoltre, limita le velocità di esercizio sia per la presenza di curve dal raggio inferiore, sia talvolta per la minore stabilità dei veicoli sul binario.
Per questi motivi diversi paesi hanno reti ferroviarie con scartamenti inferiori allo standard di 1435 mm: per lo più 1067 mm, 1000 mm e 950 mm.
Col passare del tempo queste ferrovie si sono evolute e ingrandite fino a costituire reti moderne, efficienti e capillari e oggi hanno prestazioni pressoché simili a quelle delle reti a scartamento normale. Ne sono esempi la metropolitana di Glasgow (1219 mm) in Scozia, le ferrovie giapponesi (1067 mm), brasiliane (1000 mm) o sudafricane (1067 mm).
In Europa le linee a scartamento ridotto sono notevolmente diminuite rispetto al passato. In molti casi sopravvivono solo tratte di pochi chilometri delle grandi reti precedenti, come nel caso dell'Hartz in Germania. Permangono alcune reti in Svizzera, le linee del Nord della Spagna, gestite da FEVE o Euskotren, e le linee della Corsica. In Italia, mentre è quasi scomparsa l'ex rete calabro-lucana e la Roma-Fiuggi si è ridotta alla tratta Roma-Giardinetti (ma limitata a Centocelle), sono ben attive la Circumetnea di Catania e la Domodossola-Locarno; poche altre sopravvivono con difficoltà. In controtendenza la Ferrovia Circumvesuviana di Napoli, che ha aperto alcune tratte di interconnessione ed è dotata di una rete molto estesa e ramificata con un'alta densità di stazioni, e la ferrovia Trento-Malé-Mezzana.
In America del Nord lo scartamento ridotto è praticamente sparito negli anni sessanta. Resta una linea a 914 mm in California per il trasporto del gesso a Plaster City e alcune linee turistiche.
I rotabili circolanti sulle linee a scartamento ridotto tuttavia non hanno necessariamente dimensioni ridotte; per esempio, sulle linee da 610 mm del Sudafrica viaggiano le locomotive Diesel classe 91000, modello UM8B General Electric anno 1973, con una larghezza di 2564 mm, cioè più di 4 volte lo scartamento, e alte 3632 mm. Sulle linee del Queensland da 610 mm circolano locomotive usate precedentemente sulle linee nazionali da 1067 mm. In Brasile sulle linee da 1000 mm viaggiano locomotive e carri progettati per le linee a scartamento standard del Nord America che formano treni per trasporto di minerale da 200 carri.
Anche le velocità non sono necessariamente basse: nel Queensland e in Giappone su scartamento di 1067 mm i treni viaggiano alla velocità fino a 160 km/h.
Un tipo particolare di ferrovie a scartamento ridotto sono le ferrovie da cantiere. Spesso sono costruite con elementi prefabbricati, come le ferrovie giocattolo. Sono conosciute anche come ferrovie Decauville.

## Caratteristiche
Nel linguaggio corrente il termine "ferrovia a scartamento ridotto" viene spesso erroneamente accostato al concetto di "ferrovia secondaria". Una ferrovia secondaria può, invece, essere costruita a scartamento normale. Al contrario, in molti paesi esistono ferrovie principali a scartamento ridotto, come, ad esempio, quelle con lo scartamento "Cap gauge" di 1067 mm = 3' 6" in Sudafrica o Giappone, e quelle con lo scartamento di 1000 mm in India, Kenya o Tunisia. In questi paesi il concetto di "scartamento ridotto" viene perciò usato per indicare ferrovie con uno scartamento ancora più ridotto rispetto alle ferrovie principali corrispondenti (p.e. 610 mm in Sudafrica).
Il limite più evidente delle ferrovie a scartamento ridotto si manifesta nei punti di connessione a quelle a scartamento normale, dato che i veicoli non sono interoperabili e quindi bisogna trasbordare merci e passeggeri.
Tale problema non è limitato ovviamente allo scartamento ridotto, ma è comune a tutte le situazioni di presenza di due scartamenti diversi. Per cercare di ovviare a questo sono stati adottati vari sistemi, purtroppo macchinosi o piuttosto costosi:
- Vagoni o carrelli trasportatori, diffuso su piccole ferrovie locali. I veicoli di uno scartamento vengono caricati su quelli dell'altro scartamento. Tale metodo era utilizzato sulla ferrovia Castelvetrano-Porto Empedocle della rete FS a scartamento ridotto della Sicilia. Sulla ferrovia Trento-Malé-Mezzana e in altre reti, nel caso di carri merci normali che dovevano raggiungere località servite solo da ferrovie a scartamento ridotto, venivano utilizzati i carrelli di trasbordo.
- Cambio degli assi o dei carrelli. È adottato per scartamenti non troppo dissimili. Si attua sollevando i veicoli e cambiando gli assi o i carrelli. Usato alla frontiera tra Cina e Federazione Russa, tra questa e gli stati confinanti in Europa e in Australia.
- Veicoli con assi a scartamento variabile. I treni di tipo bloccato come i Talgo sono dotati di carrelli speciali, con assi che permettono lo svincolo e lo spostamento laterale delle ruote e il successivo ribloccaggio in posizione spostata; i carrelli scorrono su appositi dispositivi che ne cambiano lo scartamento. È usato in Spagna per il passaggio dallo scartamento largo (spagnolo) allo scartamento standard europeo, su linee interne al paese, al confine con la Francia.
- Ferrovie a tre o quattro rotaie. Sullo stesso binario convivono due o tre scartamenti diversi. Un esempio è il tratto promiscuo della ferrovia Trento-Malé-Mezzana e Potenza-Avigliano nel tratto promiscuo RFI-FAL.

## Principali misure di scartamento
Le larghezze di scartamento più importanti delle ferrovie a scartamento ridotto sono
- 600 mm per le ferrovie Decauville diffuso in tutto il mondo
- 610 mm = 2' (2 piedi): India, Sud Africa, circa 4000 km di ferrovie moderne nel Queensland per la raccolta della canna da zucchero
- 750 mm: Europa, Russia
- 760 mm ("scartamento bosniaco"): ex paesi asburgici; forse prende origine dallo scartamento di 2' 6 " (2 piedi e 6 pollici, cioè 2,5 piedi)
- 900 mm
- 914 mm = 3' nei Paesi anglosassoni
- 950 mm ("scartamento ridotto italiano")
- 1000 mm ("scartamento metrico")
- 1067 mm (3½') conosciuto come "CAP gauge" (scartamento CAP), che prende il nome dal suo primo utilizzatore nel 1861, l'ingegnere norvegese Carl Abraham Pihl, in origine usato per le ferrovie della provincia del Capo, in Sud Africa, a partire dal 1873.

## Ferrovie a scartamento ridotto

### Italia

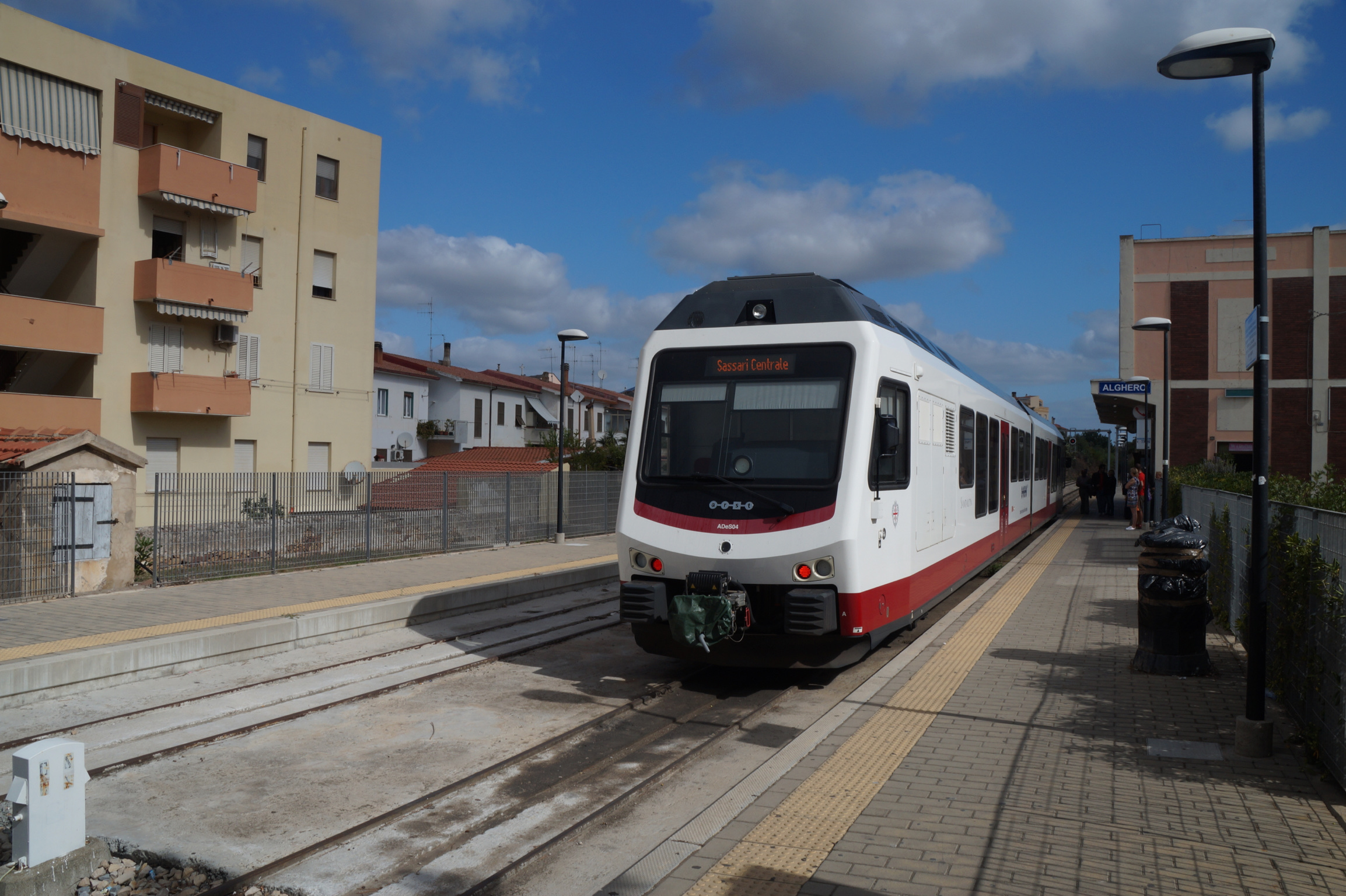
Automotrice AdeS dell'ARST in sosta ad Alghero

L'adozione in Italia dello scartamento ridotto 950 mm deriva dalla regolamentazione stabilita con la legge 29 luglio 1879, n. 5002, con la quale furono definite le classi nominali di scartamento da adottare, tra cui quelle da 1000 e da 1500 mm, "riferiti all'asse delle rotaie", secondo il sistema francese. Con le rotaie allora in uso, lo scartamento effettivo, misurato sul bordo interno della rotaia, risultava rispettivamente di 950 e 1445 millimetri.
Lo scartamento 1000 mm è utilizzato negli impianti installati in territori appartenuti all'Impero austro-ungarico (ferrovia Trento-Malé-Mezzana, Ferrovia del Renon), nei quali, in derivazione del sistema tedesco, si considerava la misura nominale coincidente con lo scartamento effettivo misurato sul bordo interno della rotaia, e nelle ferrovie transfrontaliere con la Svizzera (ferrovia Domodossola-Locarno, ferrovia del Bernina). Un'altra linea con questo scartamento è la ferrovia Genova-Casella, costruita nel 1929.
In seguito allo spostamento della linea di frontiera con l'Impero asburgico, dopo il 1918 molte linee costruite a scartamento 760 mm entrarono a far parte della rete nazionale; tra esse la più nota è la Parenzana. Quasi tutte vennero dismesse prima della Seconda guerra mondiale, alcune furono trasformate a scartamento metrico negli anni venti, come la ferrovia della Val di Fiemme, sopravvivendo fino agli anni sessanta. Conservò invece lo scartamento bosniaco fino alla chiusura (1960) la ferrovia della Val Gardena.
Ancora attiva invece la ferrovia Circumvesuviana a scartamento ridotto a 950 mm, fondata nel 1890 per collegare l'area metropolitana di Napoli e gestita dal 2003 dall'EAV. Ancora attive in servizio ordinario, a scartamento 950 mm, sono la Monserrato-Isili, la Macomer-Nuoro, la Sassari-Sorso e la Sassari-Alghero, gestite da ARST, mentre altre linee in Sardegna sono attive solo per servizio turistico. Sono altresì ancora attive alcune tratte a scartamento ridotto in Calabria, Puglia e Basilicata, la ferrovia Roma-Giardinetti a Roma e, in Sicilia, la sezione Paternò-Randazzo-Riposto della ferrovia Circumetnea, in esercizio dal 1895, nella città metropolitana di Catania.

### Germania

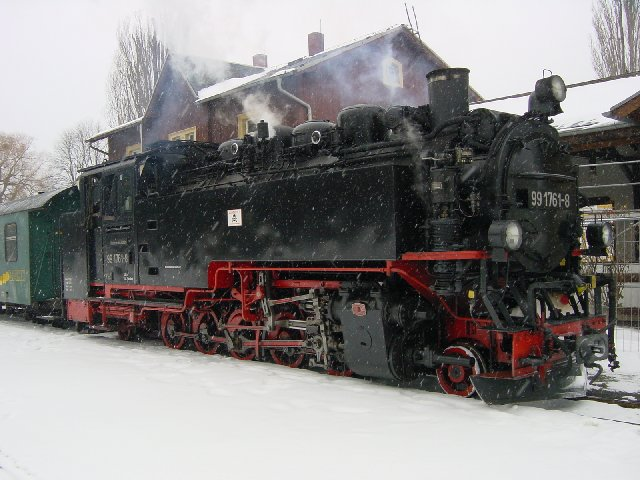
Locomotiva a scartamento ridotto in servizio sulla Lößnitzgrundbahn

In Germania le ferrovie a scartamento ridotto hanno avuto la massima diffusione dal 1880 fino allo sviluppo dell'autocarro. Erano impiegate in grande numero come ferrovie Decauville o ferrovie forestali. In montagna, ad esempio nella Selva Ercinia, sono state impiegate per le difficili condizioni del terreno. Presenti a macchia di leopardo già prima della seconda guerra mondiale, ma ancora più frequentemente dopo il 1945, furono soppressi e smantellati molti tratti a scartamento ridotto, inizialmente soprattutto nella Repubblica Federale e dal 1960 in poi sempre più spesso anche nella RDT. Le poche ferrovie a scartamento ridotto rimaste servono oggi perlopiù per fini turistici o come ferrovie museali.
Esistono ancora numerose ferrovie con scartamento di 600 mm, soprattutto nel Nord, usate per la raccolta della torba e dette Torfbahn.
- Fichtelbergbahn Cranzahl - Oberwiesenthal (Scartamento 750 mm)
- Preßnitztalbahn - Wolkenstein-Jöhstadt (Scartamento 750 mm)
- Lößnitzgrundbahn Radebeul Ost - Radeburg (Scartamento 750 mm)
- Harzer Schmalspurbahnen - Wernigerode - Brocken, Wernigerode - Nordhausen, Wernigerode - Quedlinburg (Scartamento 1000 mm)

### Austria
- Ferrovia dell'Achensee (Achenseebahn) (Scartamento 1000 mm)
- Bregenzerwaldbahn (Scartamento 760 mm)
- Straßenbahn Gmunden (Scartamento 1000 mm)
- Höllentalbahn (Payerbach - Hirschwang) (Scartamento 760 mm)
- Straßenbahn Innsbruck (Scartamento 1000 mm)
- Straßenbahn Linz (Scartamento 900 mm)
- Lokalbahn Mixnitz-Sankt Erhard (Scartamento 760 mm)
- Mariazellerbahn (Scartamento 760 mm)
- Murtalbahn e Taurachbahn (Scartamento 760 mm)
- Pinzgaubahn (Zell am See - Krimml) (Scartamento 760 mm)
- Pöstlingbergbahn (Scartamento 1000 mm)
- Stainzer Lokalbahn - "Flascherlzug" (Scartamento 760 mm)
- Steyrtalbahn (Scartamento 760 mm)
- Ferrovia della Stubaital (Stubaitalbahn) (Scartamento 1000 mm)
- Waldviertler Schmalspurbahnen (Scartamento  760mm)
- Ybbstalbahn (Scartamento 760 mm) weblink
- Ferrovia della Zillertal (Zillertalbahn) (Scartamento 760 mm)
- Feistritztalbahn (Scartamento 760 mm) weblink
- Vellachtalbahn (Scartamento 760 mm)

### Svizzera

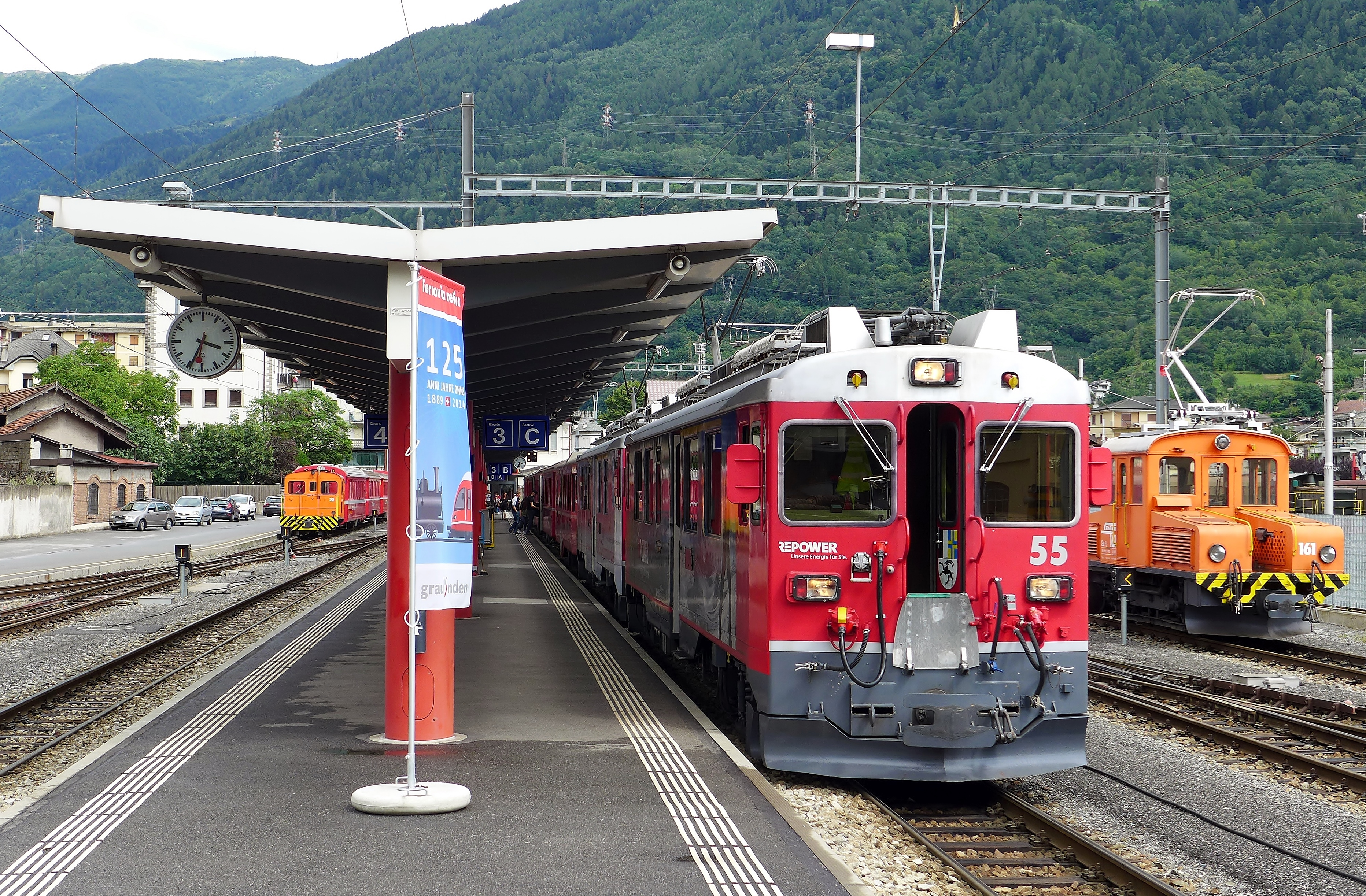
Convoglio sulla Ferrovia Retica.

- Ferrovia del Brünig (Scartamento 1000mm)
- Forchbahn (Scartamento 1000mm)
- Wengernalpbahn (Lauterbrunnen - Grindelwald) (Scartamento 800 mm)
- Pilatusbahn, (Scartamento 800 mm)
- Ferrovia della Schynige Platte (Scartamento 800 mm)
- Ferrovia della Jungfrau (Scartamento 1000 mm)
- Rhätische Bahn (Scartamento 1000 mm)
- Ferrovia del Furka-Oberalp (Scartamento 1000 mm)
- Ferrovia Brig-Visp-Zermatt (Scartamento 1000 mm)
- Bergbahn Rheineck-Walzenhausen  (Scartamento 1200 mm)
- Waldenburgerbahn (Scartamento 750 mm)
- Ferrovia Lugano-Ponte Tresa (Scartamento 1000 mm)
- Ferrovia delle Centovalli (Domodossola-Locarno) (Scartamento 1000 mm)
- Ferrovia della Valle Maggia (Locarno-Bignasco) (Scartamento 1000 mm, chiusa nel 1965)
- Ferrovia Yverdon–Sainte-Croix,(Scartamento 1000 mm)
- Waldenburgerbahn, (Scartamento 750 mm)
- Ferrovia Aigle-Leysin
- Ferrovia Bex-Villars-Bretaye
- Ferrovia Losanna-Echallens-Bercher
- Ferrovia Meiringen-Innertkirchen
- Ferrovia Montreux-Oberland Bernese
- Ferrovia Museo Blonay-Chamby (solo turistica museale)
- Ferrovia Vevey-Blonay-Les Pléiades
- Ferrovia del Gornergrat
- Ferrovia Lucerna-Stans-Engelberg
- Ferrovie dell'Oberland bernese
- Ferrovia Bière-Apples-Morges (Scartamento 1000 mm)
- Ferrovia Le Locle-Les Brenets (Scartamento 1000 mm)

### Francia
- Réseau Breton: Scartamento 1000 mm in Bretagna presso la città di Carhaix-Plouguer; circa 425 km di lunghezza, aperta nel 1891 e chiusa nel 1967.
- linea della Cerdagne, sui Pirenei, elettrificata a terza rotaia, gestita dalla SNCF
- Ferrovia Martigny-Le Chatelard-Saint Gervais, linea internazionale tra Saint Gervais, Chamonix, Vallorcine e Martigny (CH), elettrificata a terza rotaia in Francia, con catenaria, e con cremagliera in Svizzera. Pendenza massima 9% senza cremagliera sul tratto francese.
- Chemins de Fer de Provence - Linea Nizza-Digne
- Ferrovia Chamonix-Montenvers
- Tramway du Mont Blanc, mista ad aderenza e a cremagliera con scartamento 1000 mm
- la rete ferroviaria della Corsica, con scartamento 1000 mm
  - Bastia – Ajaccio;
  - Ponte Leccia – Calvi.

Il Train du Lac d'Artouste è una linea industriale trasformata ad uso turistico con scartamento di 500 mm

### Grecia
- Ferrovia Atene-Lavrion, scartamento da 1000 mm (dismessa)
- Ferrovia del Pelion, scartamento da 600 mm (solo turistica)
- Ferrovia Diakopto-Kalavryta, scartamento 750 mm

## Scartamenti ridotti
scartamento ridotto industriale (260 mm-643 mm): ferrovie industriali, minerarie, da giardino, Decauville
- 260 mm Regno Unito (Wells Harbour Railway, Isle of Mull Railway,Wells and Walsingham Light Railway)
- 305 mm USA (Sonora Short Line, California), Russia (Krasnojarsk, ferrovia dei bambini)
- 311 mm Regno Unito (ferrovia di Fairbourne), Francia (Réseau Guerlédan)
- 381 mm Regno Unito (Romney, Hythe and Dymchurch railway)
- 406 mm Regno Unito (Great Laxey Mines), USA (ferrovie dei luna park)
- 558 mm Irlanda (birreria Guinness), Repubblica Dominicana, Messico (Ferrovia mineraria El Progresso)
- 597 mm Regno Unito (Ffestiniog Railway)
- 600 mm Angola (Caminho de ferro do Ambohim)
- 603 mm Regno Unito (Festiniog & Blaenau Rly)
- 610 mm Sudafrica (Avontuur-Port Elizabeth e diramazione per Patensie), India (Darjeeling Hymalaian Railway, Matheran-Neral)

scartamento ridotto ferrotranviario (650 mm-925 mm): piccole ferrovie di montagna, militari, secondarie, tranvie a vapore
- 686 mm Regno Unito (Talyllyn Railway)
- 750 mm Argentina (Rio Turbio), Bolivia (tram Cochabamba), ex-URSS
- 760 mm bosniaco ex Impero austro-ungarico, Balcani, Italia (Val Gardena, Val di Fiemme)
- 762 mm Australia, Cina, Cuba, India, Indonesia (ferrovie industriali), Giappone, Corea del Nord, Pakistan, Sierra Leone, Sri Lanka, Taiwan
- 785 mm Danimarca, Germania (Rhein-Sieg-Eisenbahn), Polonia (Slesia)
- 791 mm Danimarca (Faxe Jernbane)
- 800 mm Svizzera (diverse ferrovie private)
- 826 mm Regno Unito (Volks Electric Rly.)
- 891 mm: Svezia (Roslagsbanan e ferrovie museo e private)
- 900 mm: Austria (tram di Linz), Portogallo (tram di Lisbona), Cina (ferrovie minerarie)
- 910 mm: Spagna (tram di Soller), Uruguay
- 914 mm: Regno Unito (Ravenglass and Eskdale Railway), Spagna (line Palma-Soller-Porto del Soller nell'isola di Palma de Maiorca), Canada (White Pass and Yukon Route)[3], Colombia, Stati Uniti (Stato del Colorado: Cumbres and Toltec Scenic Railroad e Durango & Silverton), Guatemala, Nauru, Perù
- 925 mm: Germania (tram di Chemnitz)

scartamento ridotto metrico (950 mm-1 000 mm): ferrovie di montagna, secondarie, tranvie, metropolitane leggere e metrotranvie
- 950 mm metrico italiano[4] Italia (Ferrovie della Sardegna, Ferrovia Appennino Centrale, Ferrovia Circumetnea, Ferrovia Circumvesuviana, Ferrovie Calabro Lucane, Ferrovia Roma-Giardinetti (ex Ferrovia Roma-Fiuggi-Alatri-Frosinone), Tranvia di Sassari, Rete tranviaria di Cagliari) ed Eritrea (Ferrovia Massaua-Asmara[5]).
- 955 mm Svizzera (funicolari)
- 980 mm Georgia (funicolare di Tbilisi)
- 1 000 mm Italia (Ferrovia Domodossola Locarno, Ferrovia Genova Casella, Ferrovia del Renon, Ferrovia Trento-Malé-Mezzana, Tranvia Trieste Opicina), Svizzera, Francia, Spagna, diffuso in Africa, Asia e Sud America[6].

scartamento ridotto (1 050 mm-1 425 mm): ferrovie di montagna, secondarie, tranvie
- 1 050 mm Giordania
- 1 055 mm Algeria
- 1 067 mm Cape Gauge[7] principalmente in Africa (circa il 62% delle linee), ma anche in Centro America, Sud America, Giappone (tranne linee ad alta velocità), Australia (Queensland, Tasmania, Australia Occidentale), Canada (Nuovo Brunswick fino al 1880, Terranova fino al settembre 1988), Cable Cars di San Francisco, tram di Hong Kong
- 1 200 mm Italia (ferrovia a cremagliera Principe-Granarolo), Svizzera (ferrovia a cremagliera Rheineck-Walzenhausen)
- 1 270 mm Russia (funicolare di Soci)
- 1 372 mm Giappone (tram, alcune ferrovie private)
- 1 422 mm Regno Unito (Liverpool & Manchester)